# Mariana Travacio
Mariana Travacio (Rosario, provincia de Santa Fe, 29 de mayo de 1967) es una escritora y psicóloga argentina.

## Biografía
A los dos años de edad, se trasladó con su familia a São Paulo, Brasil. Allí cursó estudios primarios en un Liceo en lengua francesa. En su adolescencia su familia se mudó a la ciudad de Buenos Aires, Argentina. Obtuvo el título de licenciada en psicología, por la Universidad de Buenos Aires, donde se desempeñó como docente en la Cátedra de Psicología Forense. Realizó una Maestría de Escritura Creativa en la Universidad Nacional de Tres de Febrero. Sus cuentos han sido publicados en diversas antologías y revistas de Argentina, Uruguay, Brasil, Cuba, España y Estados Unidos. Parte de su obra ha sido traducida a los idiomas inglés, sueco, italiano y portugués. Ha recibido numerosos reconocimientos literarios en concursos nacionales e internacionales. Es autora de los libros de relatos Cotidiano, Cenizas de Carnaval y Figuras infinitas, de las novelas Como si existiese el perdón y Quebrada, y del Manual de Psicología Forense. Ha traducido obras del portugués al español, entre ellas, Arañando paredes, de Bruno Ribeiro, Editorial Outsider, Buenos Aires, 2015, ISBN 9789873873089.

## Obras publicadas
- Manual de Psicología Forense (UBA, Buenos Aires, 1997). ISBN 9789502903446.[5]
- Cotidiano (Baltasara Editora, Rosario, 2015). Relatos. ISBN 9789873905032. La versión en portugués ha sido publicada en 2019 por Editora Moinhos, de Belo Horizonte, Brasil, traducción de Bruno Ribeiro. ISBN 9786550260309.[6][7][1][8][9][10]
- Como si existiese el perdón (Metalúcida, Buenos Aires, 2016). Novela. ISBN 9789874543776. Esta obra fue seleccionada para integrar el stand de Argentina en la Feria del Libro de Fráncfort, edición 2018.[11][12][13][14][15][16] En enero de 2020, ha sido publicada en España, por Editorial Las Afueras, de la ciudad de Barcelona, ISBN 978-84-121457-0-0.[17] En octubre de 2021, ha sido publicada nuevamente en Buenos Aires, Argentina, esta vez por Tusquets Editores, en papel (ISBN 978-987-670-685-8) y en formato digital EPUB (ISBN 978-987-670-686-5). En marzo de 2024 se publicó en euskera, traducido por Fernando Rey, con el título Barkamena existituko balitz bezala y en la editorial vasca Erein (ISBN 9788491098836).

- Cenizas de Carnaval (Tusquets, Buenos Aires, 2018). Relatos. ISBN 9789876705042.[18][19][20][21] El cuento Cantero, de esta obra, ha sido traducido al inglés con el título Flowerbed, por Will Morningstar, un editor y traductor de Boston, Estados Unidos, y publicado por Latin American Literature Today;[22] el relato Los Osorio ha sido publicado por el Diario Página 12, en su sección El cuento por su autor, en febrero de 2022.[23]
- Figuras infinitas (Editorial Omashu, Luján, Provincia de Buenos Aires, 2021). Cuento. ISBN 9789878812090.
- Quebrada (Tusquets, Buenos Aires, 2022). Novela. ISBN 9789876706681.[24] Publicada también en España por Editorial Las Afueras, de la ciudad de Barcelona, ISBN 978-84-124081-8-8.[4][25]  La novela ha sido muy bien recibida por la crítica, tanto en Argentina como en España. En el programa Otra trama, de la Televisión Pública de Buenos Aires, Argentina, el conductor Osvaldo Quiroga ha entrevistado a la escritora, en marzo de 2022.[26][27][28][29][30][31][32][33]
- Me verás caer (Tusquets, Buenos Aires, 2023). Relatos. ISBN 9789876707787.[34] Publicada también en España por Editorial Las Afueras, de la ciudad de Barcelona, ISBN 978-84-126426-1-2.[35] Esta editorial expresa: "Tras sus aclamadas novelas Como si existiese el perdón y Quebrada, que le han valido ser considerada una de las escritoras más personales de las letras latinoamericanas actuales, Mariana Travacio nos muestra en Me verás caer una nueva faceta de su original obra. Este volumen presenta un conjunto de cuentos inteligentes e irónicos, protagonizados por mujeres que afrontan un momento de quiebre en sus vidas. Así, entre un ayer más brillante y un futuro incierto y repleto de dudas, los personajes de esos relatos transitan por el presente como funambulistas sobre un fino alambre. Un libro que estilísticamente rompe con los moldes que anteriormente había presentado la escritora argentina, pero por el que fluye ese caudal subterráneo que atraviesa todas sus historias y que siempre termina por aflorar con una fuerza torrencial".

## Obras colectivas
- Premios culturales 2014 – Premios literarios (Universidad de La Laguna, España, 2014).[36]
- La elección de la víctima y otros cuentos (editado por la Municipalidad de San Isidro, Provincia de Buenos Aires, 2014). ISBN 9789874567406.
- Naturaleza muerta, antología de cuentos (Editorial Pelos de Punta, Buenos Aires, 2016). ISBN 9789874204752.[37]
- A perpetuidad. Hotel Pinto (Editorial Casa de gatos, Argentina, 2016). ISBN 9789874548757[38]
- Cem anos de Amor, locura y muerte, en lengua portuguesa. Bruno Ribeiro y Wander Shirukaya, compiladores. Editora Moinhos, Brasil, 2017. ISBN 9788592579715. Es una edición en homenaje a Cuentos de amor de locura y de muerte, de Horacio Quiroga, al cumplirse cien años de su publicación. Incluye un cuento de Travacio, Muito bicho lá fora, versión en portugués del relato Matriz, del libro Cenizas de carnaval.[39][40][41]
- Antología puente Rosario - Madrid (Baltasara Editora, Rosario, 2018). Relatos. ISBN 9789873905308.[42]
- Barcelona - Buenos Aires. Once mil kilómetros (Antología, compiladora Tatiana Goransky) (Baltasara Editora, Rosario, Argentina, 2019 y Trampa Ediciones, Barcelona, España, 2019). Relatos. ISBN 9789873905360. ISBN 9788494914027.[43][44]
- Basura, compiladora Anahí Flores. (Editorial Desde la Gente, Buenos Aires, 2020). Relatos. ISBN 9789508603180.[45] El cuento de Travacio, Escombros, narra la vida de una mujer que debe pasar sola unos días porque los hijos se fueron de vacaciones con su ex pareja, y corre el riesgo de derrumbarse como la obra que están construyendo al lado de su departamento.[46]
- Entre vidas, compilación de Mauro Yakimiuk (Bucanera Ediciones, Buenos Aires, 2021). Relatos. ISBN 9789878814933. El texto de Travacio es Síntesis cacofónica del 20 de mayo.

## Premios y menciones
- Finalista en el Premio Juan Rulfo (Francia, 2012).[47]
- Finalista en el Certamen Literario Ángel Ganivet (Finlandia, 2012).[48]
- Mención de Honor en el Concurso Municipal de Literatura Manuel Mujica Láinez (San Isidro, Argentina, 2013), por su obra Derrumbe, cuento.[49]
- Premio Internacional de Relatos Cortos José Nogales, (Huelva, España, edición año 2014), por su relato Cenizas de Carnaval.[50]
- Finalista en el Premio Internacional Julio Cortázar de la Universidad de la Laguna (España, 2014).[51]
- Segundo finalista en el Concurso Literario Kreila de Relato Corto, (año 2015, en Vitoria, Álava, País Vasco), por su obra Ese templo. El jurado ha escrito: "Mariana Travacio, argentina, narra un relato original, surrealista, simbolista y borgesiano con un hermoso estilo deudor de su compatriota, como no podía ser menos." [52]
- Segundo premio en el Concurso Literario Universo Sabato (Universidad Nacional del Centro de la Provincia de Buenos Aires, con sede en Junín, Provincia de Buenos Aires, año 2015), por su obra Ese templo.[53] Este cuento ha sido publicado en 2019 por el Diario Página 12.[54]
- Primera mención por su cuento Todo tranquilo y el viento adentro en el Premio Iberoamericano de Cuento, Julio Cortázar (Cuba, 2016), por su “excelente manejo de una trama de corte fantástico y logrado desenlace".[55]
- Mención en los Premios Nacionales en Ciencia y Letras 2018, Secretaría de Cultura de la Nación Argentina, género Novela, para obras publicadas entre los años 2013 y 2016, por su texto "Como si existiese el perdón".[56][57]
- Tercer puesto en los Premios del Gobierno de la Ciudad de Buenos Aires, por su obra “Viento norte”, presentada en el Concurso bienal de Mallea, género: Novela, categoría inédita, correspondiente al bienio 2013/2015.
- Tercer puesto en los Premios del Gobierno de la Ciudad de Buenos Aires, por su obra “Como si existiese el perdón”, presentada en el Concurso bienal de Literatura, género: Novela, categoría édita, correspondiente al bienio 2016/2017.
- Segundo puesto en los Premios del Gobierno de la Ciudad de Buenos Aires, por su obra “Cenizas de carnaval”, presentada en el Concurso bienal de Literatura, género: Cuento, categoría édito, correspondiente al bienio 2018/2019.[58][59][60]
- Premio Konex 2024 Letras - Cuentoː Quinquenio 2014-2018. Diploma al mérito.[61]